# Mode différé
 (septembre 2023).
Si vous disposez d'ouvrages ou d'articles de référence ou si vous connaissez des sites web de qualité traitant du thème abordé ici, merci de compléter l'article en donnant les références utiles à sa vérifiabilité et en les liant à la section « Notes et références ».
En mode différé (ou mode Store and Forward), un commutateur (switch) attend d'avoir complètement reçu et analysé une trame de données sur l'une de ses interfaces d'entrée pour commencer sa retransmission sur une ou plusieurs de ses interfaces de sortie.
Ce mode impose la mise en mémoire tampon de la totalité de la trame et retarde sa transmission. En contrepartie, cela garantit l'intégrité de la trame et évite de propager des erreurs.
Cela implique aussi un délai de commutation plus important.